# 胸郭不全症候群
胸郭不全症候群（きょうかくふぜんしょうこうぐん、英：Thoracic Insufficiency Syndrome（TIS））とは、胸郭が正常な呼吸と肺の成長をサポートできない状態であり、早期発症の脊柱変形に付随した胸郭の変形により、高度の呼吸機能障害を引き起こす疾患のこと。

## 治療
『ベプター（Vertical Expandable Prosthetic Titanium Rib（VEPTR））』などのインプラントを用いる成長温存手術が行なわれている。

### ベプター手術を行っている病院
- 聖隷佐倉市民病院 側弯症外来
- 慶應義塾大学病院 整形外科
- 名城病院 整形外科・脊椎脊髄センター
- 神戸医療センター 整形外科
- 福岡市立こども病院 整形・脊椎外科

### 日本のサイト
- 肋骨異常を伴う先天性側弯症（指定難病273） - 難病情報センター
- 胸郭不全症候群 - 小児慢性特定疾病情報センター

### 海外のサイト
- Thoracic Insufficiency Syndrome (TIS) - Scoliosis Research Society